# Grisana praetiosa
Grisana praetiosa là một loài bướm đêm trong họ Noctuidae.